# 장곳항
장곳항은 인천광역시 강화군 삼산면 매음리, 석모도 남서단의 민머루해수욕장 북측에 있는 어항이다. 지방어항으로 지정, 관리되고 있다. 시설관리자는 강화군수이다.

## 어항구역
장곳항의 어항구역은 다음과 같다.
- 아래의 ㉮ ㉯ ㉰ ㉱ 지점을 연결한 선내의 해역 (86,000m2)
  - ㉮ : 장곳항 남측 방파제 끝단 (X:461,698.69, Y:140,525.26), (37˚39′10.79″N, 126˚19′33.70″E)
  - ㉯ : ㉮점에서 N64.6˚W방향으로 140m 이동한 지점 (X:461,638.59, Y:140,398.82), (37˚39′08.81″N, 126˚19′28.56″E)
  - ㉰ : ㉯점에서 N25.4˚W방향으로 320m 이동한 지점 (X:461,927.59, Y:140,261.43), (37˚39′18.15″N, 126˚19′22.87″E)
  - ㉱ : ㉰점에서 N64.6˚E방향으로 255m 이동한 지점 (X:462,037.15, Y:140,491.89), (37˚39′21.76″N, 126˚19′32.24″E)
- 어항관련 사업으로 조성된 육역(방파제, 선착장 등)
  - 1048-1잡,1048-2잡,1048-3잡,1048-7잡,1048-16잡
  - 시유지 : 4,326m2

## 어항 시설
소규모의 선착장과 물양장이 축조되어 있다.

## 주요 어종
- 꽃게, 새우 등